# Louis Gasia
Louis J. Gasia (Hoegaarden, 27 januari 1898 – Leuven, 15 september 1950) was een Belgisch componist, dirigent, muziekpedagoog, violist en hoornist.

## Levensloop
Gasia kreeg al vroeg zijn eerste muziekonderricht. Zowel zijn vader als zijn grootvader waren beiden verdienstelijke musici en leerden hem de beginselen van de theorie en de notenleer. Daarnaast ontdekte hij de viool. Later kreeg hij lessen aan de Muziekacademie Tienen, die toen onder leiding stond van de bekende componist Bernard Van Perck. Daar kreeg hij lessen in notenleer, harmonie en viool alsook een koperen blaasinstrument. 
Midden in de Eerste Wereldoorlog in 1916 ging hij studeren aan het Koninklijk Conservatorium te Brussel en behaalde een eerste prijs voor algemene cultuur en muziekgeschiedenis (1918), geschreven harmonie (1921) en fuga hetgeen hij bij Joseph Jongen studeerde. Bij Paul Gilson studeerde hij compositie en orkestratie.
Na de Eerste Wereldoorlog nam hij dienst als muzikant bij het leger. Hij speelde althoorn bij het 4e Karabiniers (1919), het 1e Grenadiers (1923) en het 8e Linie (1934). Bij de laatstgenoemde muziekkapel bracht hij het tot de graad van onderkapelmeester. In 1934 slaagde hij in het examen voor legerkapelmeester en in 1936 werd hij benoemd tot muziekleider van de Muziekkapel van het 3e Linieregiment te Oostende, eerst als adjudant-kapelmeester, later als onderluitenant (1937) en luitenant (1940). Te Oostende werd Gasia spoedig een goed en gunstig bekendstaande figuur, eerst als kapelmeester en ook als componist.
Na de Tweede Wereldoorlog stapte hij over naar het 4e Linie (1945, Brugge) en ging in 1946 naar de Belgische 1e Brigadenmuziek in Duitsland. Na korte tijd werd hij in 1947 de eerste kapelmeester van de Muziekkapel van de Zeemacht te Oostende. 
Bij zijn pensionering uit het leger werd hij benoemd tot directeur van de Stedelijke Muziekacademie te Tienen (1949).
Louis Gasia heeft zich zeer verdienstelijk gemaakt als leider van amateurmaatschappijen. 
Het compositie werk van Gasia is heel belangrijk en staat in het teken van zijn leiderschap van fanfare- en harmonieorkesten. Zijn stapmarsen zijn karakteristiek meeslepend, melodisch, origineel en goed geritmeerd.

## Composities

### Werken voor harmonieorkest
- 4e Compagnie en Avant
- Bioul
- Chants d'autrefois (Wijsjes uit vroegere dagen), fantasie
- Clerken, ouverture
- De Ontmijners
- De Loteling, ouverture
- Ex Suo Promerito - officiële mars van het Koninklijk Muziekverbond van België - opgedragen aan de voorzitter Jef Poels
- Fleurs de bruyère
- Grimde
- La St. Hubert, processiemars
- La Saint Louis
- March of the Signal Corps
- Mars der Vrijwilligers (Marches des volontaires belges)
- Mars van de Belgische Zeemacht (op folkloristische thema’s zoals "Het loze vissertje" en "Maman les Petits Bateaux")
- Mars van de Intendance
- Mars van de Transmissietroepen
- Passendaele
- Sancta Maria
- St. Eloi
- Steenstraete
- Suite Arabe
  1. In 't Zicht van Mekka
  2. Arabesken
  3. Door de Woestijn
- Tervaete-Ouverture, heroïsche ouverture
- Voerezonen
- Wijsjes uit vroegere dagen, fantasie